# インダクタ
インダクタ（英: inductor、インダクション・コイル）は、流れる電流によって形成される磁場にエネルギーを蓄えることができる受動素子であり、一般にコイルによってできており、コイルと呼ばれることも多く、当記事内でも両方の呼び方を使う。蓄えられる磁気エネルギーの量はそのインダクタンスで決まり、単位はヘンリー (H) である。一般に導線（電線）を螺旋状に巻いた形状をしており、何回も巻くことでアンペールの法則に従いコイル内の磁場が強くなる。ファラデーの電磁誘導の法則に従い、コイル内の磁界の変化に比例して誘導起電力が生じ、レンツの法則に従い、誘導電流は磁界の変化を妨げる方向に流れる。インダクタは交流電流を遅延させ再形成する能力があり、時間と共に電圧と電流が変化する電気回路の基本的な部品となっている。「チョークコイル」（英: Choke coil）とも呼ぶが、このチョークは用途に由来する。
数式や回路図ではLで示される。Lは、レンツの法則のハインリヒ・レンツに由来すると考えられている。電磁誘導による起電力や磁力線を利用するための電力機器のコイルの電線は巻線と呼ばれる。古くは「線輪」とも呼ばれた。

## 概要
インダクタンス (L) は、電流の流れている電気伝導体の周囲に形成される磁場に起因し、電流の変化に抵抗する傾向を示す。伝導体を流れる電流に比例して磁束が形成され、電流が変化するとそれに対応して磁束も変化し、ファラデーの電磁誘導の法則に従って電流の変化に抵抗する方向に起電力が生じる（自己誘導）。インダクタンスとは電流の単位変化当たりに生じる起電力の量を示すものである。例えば、1ヘンリー (H) のインダクタンスを持つコイルは、1秒間当たり1アンペア変化する電流が流れるときに1ボルトの起電力を生じる。コイルの巻き数、直径、芯の材質などがインダクタンスに影響する。例えば、コイルを巻きつける芯（コア）に鉄などの高透磁率の材質を使うと、生じる磁束を強くすることができる。コアの材質によってはインダクタンスは2000倍にもなる。

### 理想的インダクタと実際のインダクタ
理想的インダクタとは、インダクタンスはあるが電気抵抗や静電容量を全く持たず、エネルギーを消費したり放射したりしないものをいう。実際のインダクタには、インダクタンスだけでなく、電気抵抗（電線自体の持つ電気抵抗とコア材質による損失）と静電容量もある。周波数によっては（寄生容量によって）コイル単独でLC回路のように振舞うこともある。ある周波数ではインピーダンスの容量成分（容量性リアクタンス）が支配的になる。電線の電気抵抗や磁気コアのヒステリシスによる損失から、エネルギーが消費される。実際の鉄芯コイルに大電流を流すと、磁気飽和による非線形性のために徐々に理想的特性からかけ離れていく。周波数が高くなると、コイルの巻き線の表皮効果により電気抵抗と抵抗損失が増大する。コア損失も高周波におけるコイルの損失に寄与する。実際のインダクタはアンテナとしても機能する。エネルギーの一部を電磁波として周辺の空間や回路に放射し、逆に周囲の電磁放射を電磁干渉の一部として受容する。コイルの周囲の回路や素材はコイルの磁場との相互作用を起こし、さらなるエネルギー損失を引き起こすことがある。実際のコイルを使用する際には、これらの寄生的パラメータがインダクタンスと同程度に重要となることもある。俗に、電線での損失を「銅損」、コアでの損失を「鉄損」などとも呼ぶ。

## 用途

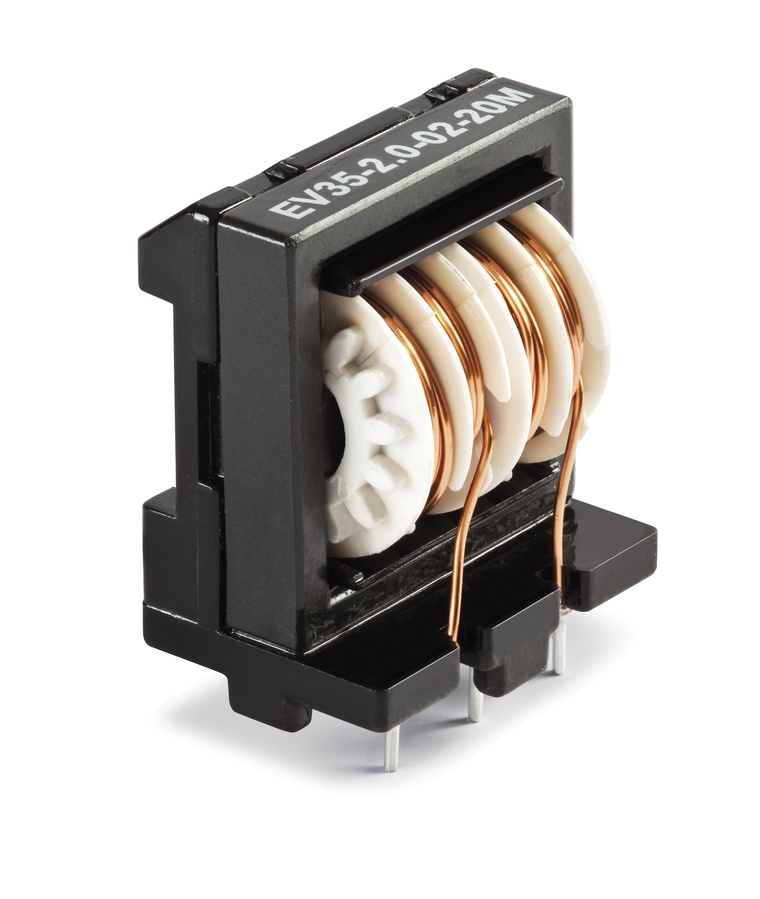
20mHのコイルが2つ巻かれたチョークコイル。電源回路などによく見られる。

コイルはアナログ回路や信号処理に広く使われている。コイルとコンデンサなどを組み合わせることで、特定の周波数の信号だけを取り出す共振回路やフィルタ回路を構成できる。コイルには電源回路用の大型のもの（フィルタ用コンデンサと組合せ、出力の直流からハム音成分を取り除く）から、高周波の干渉を防ぐインダクタンス値の小さいものまで様々なものがある。小さなコイルとコンデンサの組合せはLC回路を構成し、無線の送受信機などに使われる。
2つ以上のコイルの磁束を結合することで変圧器が構成でき、電力網の基本的部品としてよく使われている。一般に高周波ではコア素材でのうず状電流や巻き線の表皮効果の増大によって変圧器の効率が低下する。しかし周波数が高ければコアを小型化できるので、航空機では変圧器を小型化して重量を軽減するため、一般的な50/60Hzではなく400Hzの交流電源を使っている。
コイルは一部のスイッチング電源でエネルギー蓄積装置として使われている。コイルはレギュレータのスイッチングサイクルの一部分でエネルギーを蓄積し、サイクルの残りの部分でエネルギーを解放する。このエネルギー伝達比によって入力電圧と出力電圧の比率が決まる。コイルは半導体能動素子と組み合わせて、正確な電圧制御に使われる。
コイルは送電網でも使われており、落雷による電圧変化を弱めるなどの役割を果たしている。この用途のコイルは一般にリアクトルと呼ばれる。
増幅回路や電源などにおいて、能動素子に供給する電力の電流に対する直流抵抗は低く、信号やノイズの（交流）電流に対するインピーダンスは高い、という素子として使われる。信号やノイズを塞ぐ、という意でチョークコイルと言う。
大きなインダクタンス値を実現したい場合、ジャイレータ回路を使ってシミュレートすることもある。

## コイルの構造

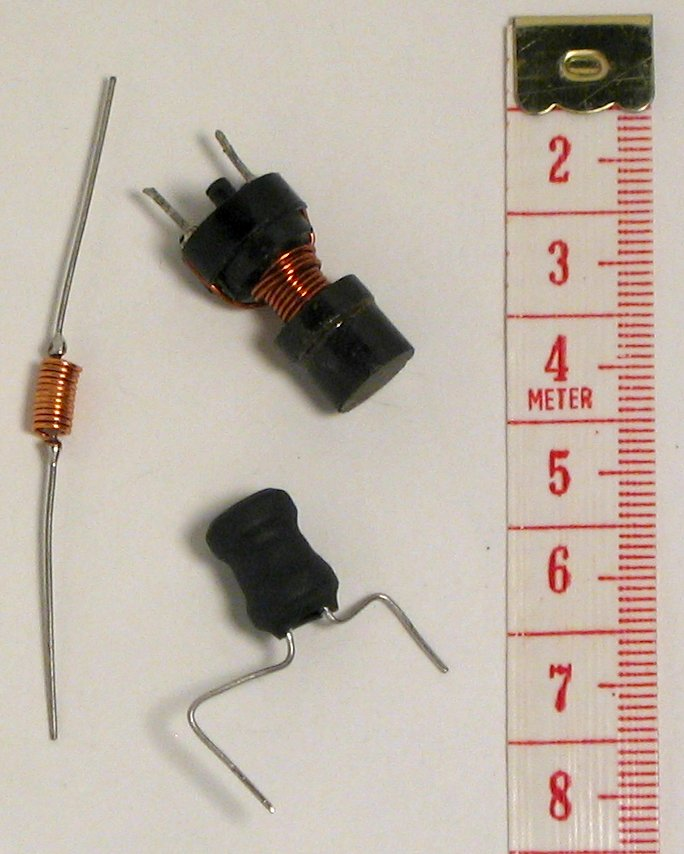
様々なコイル

コイルは電気伝導体の巻線として構成でき、一般に強磁性またはフェリ磁性の素材や空気を芯（コア）として、その周りに銅線を巻く。空気より高透磁率のコア素材を使うことで磁場を強化してそれをコイル内に閉じ込めることができ、それによってインダクタンスが増大する。低周波用コイルは変圧器と同様の作り方で、コアとしてケイ素鋼を積層したものを使い渦電流を防ぐ。音声周波数より高い周波数ではソフト・フェライトが広く使われている。これは、ソフト・フェライトが一般的な鉄合金よりも高周波でのコア損失が小さいためである。コイルには様々な形状のものがある。最も一般的な形状は、フェライト製ボビンの周りにエナメルでコーティングされた銅線を巻いたもので、通常は巻線が見えているが、巻き線がフェライトに完全に囲まれたものもある。コアを調整可能なコイルもあり、インダクタンスを変化させることができる。
小さいインダクタはプリント基板上に渦巻パターンを形成することでも実現できる。このような平坦なコイルに平坦なコアを付加してインダクタンス値を強化することもある。
小さいインダクタは集積回路上にも形成することができる。アルミニウムを使用する配線層に渦巻状のパターンを作って形成する。しかし寸法が小さいためインダクタンス値は極めて小さい。そのため、コンデンサと能動素子を組み合わせたジャイレータと呼ばれる回路でインダクタの振る舞いを再現することも多い。プロセスによって不可能なものもあるが、四角形で設計するよりも円形に近づけた形で設計する方がわずかながら高いインダクタンス値が得られる。
究極的には、長さのある配線には、ごくわずかにインダクタンスがある。端子からリード線が出ているタイプのキャパシタ（コンデンサの別名）の高周波特性の直列誘導成分の主因であり、高周波になればなるほど、信号を引き回す。そのトラブルの原因は、そのインダクタンスと、その双対として、長さのある配線間には必ずキャパシタンスがある、という物理的な性質のためである。

## 種類

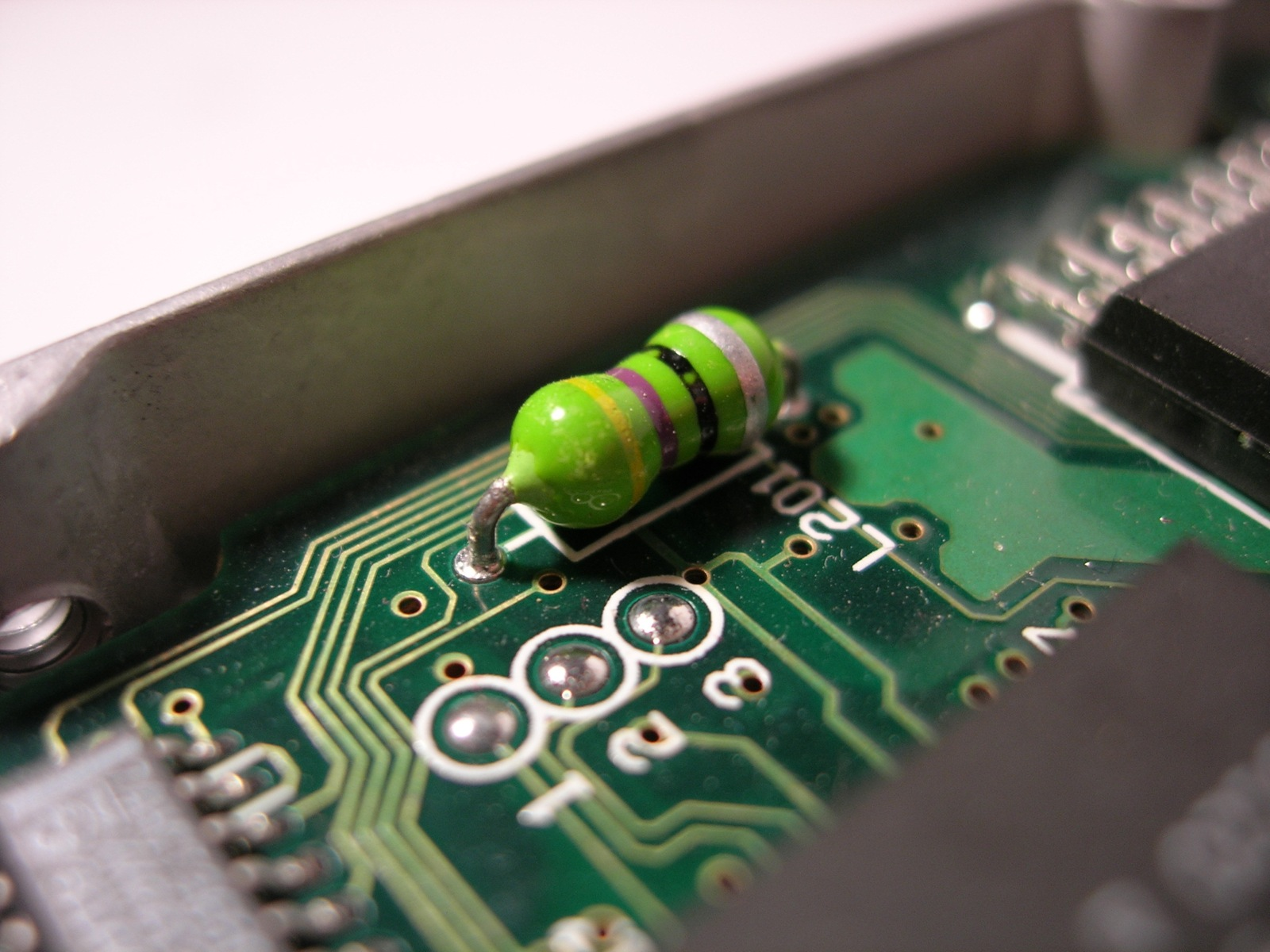
ハードディスク内部に実装されているアキシャルリード型コイル。印刷された色の帯を見ると、47µHのインダクタンスで誤差が10%以内であることがわかる。

### 空芯コイル
電線を円筒形に巻き、円筒の中に何も入れない、あるいはベークライトなどの非磁性体で電線を保持するコイル。耐電力が大きく、インダクタンスが小さいため、コアコイルに見られる高周波でのコア損失がほとんどないことから、主に高周波用に用いられる。芯にしっかり巻きつけたものではないため、周囲の物体の影響や、巻線の間隔（ピッチ）の狂いによりインダクタンスが変動しやすい。

#### 高周波コイル
高周波ではコイルは電気抵抗や他の損失が高くなる。電力損失だけでなく、LC回路では回路のQ値が低下し、帯域幅が広くなる。高周波インダクタはほとんどが空芯コイルであり、損失をなるべく最小限にする製作技法が使われている。損失の原因としては以下のものがある。

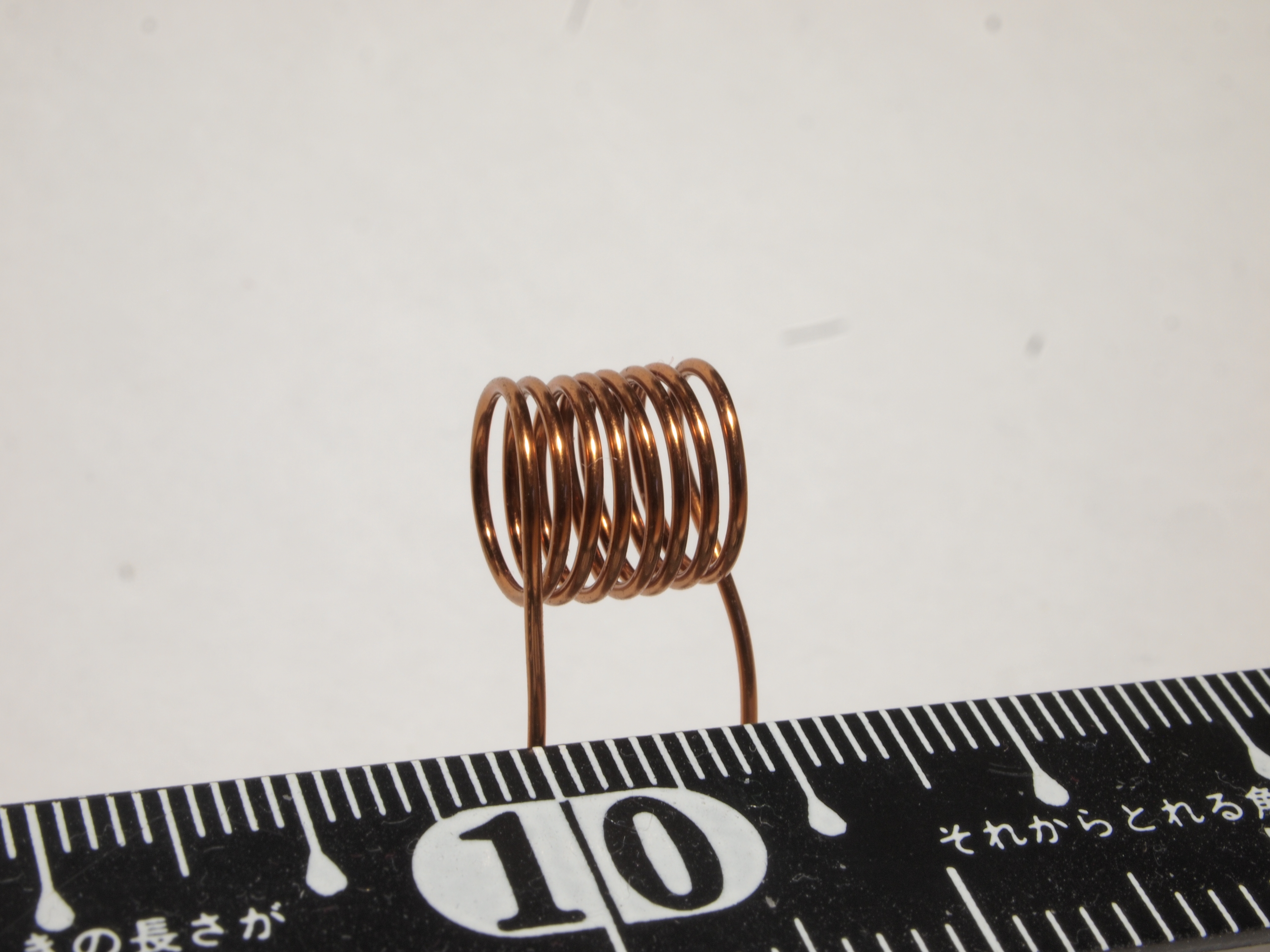
空芯コイルの一例。微弱電波によるFM送信機の電子工作で定番のレシピによるもので、色鉛筆に7回半ほど密巻きしたものを10 mmほどに伸ばす。

表皮効果
導線の電気抵抗は直流電流のときよりも高周波電流のときに高くなる。その原因が表皮効果である。高周波交流電流は導体の中心部まで浸透せずその表面だけを流れる傾向がある。そのため導線でも断面の大部分に電流が流れず、表面付近の狭い部分だけを流れる。もともと高周波コイルを構成する導線は細く抵抗値が相対的に高いが、表皮効果によってさらに抵抗値が増大する。
近接効果
高周波領域でコイルの電気抵抗を増大させるもう1つの現象を近接効果という。これは複数の導線がごく近くに位置する場合に発生する。隣接する巻線それぞれの形成する磁場が渦電流を誘導し、導体内の電流が隣接する導線と接する狭い領域に集中して流れるようになる。表皮効果と同様、導線の断面内で電流が流れる部分が制限されることになるため、電気抵抗が増大する。
寄生容量
コイルを構成する個々の巻線間に発生する静電容量を寄生容量と呼ぶ。これはエネルギー損失を発生させるわけではないが、コイルの挙動を変化させる。個々の巻線の電位は微妙に異なるため、隣接する巻線間に発生する電場が電荷を蓄える。したがってコイルはコンデンサが並列接続されているかのように振舞うことになる。周波数が十分高くなるとコイル本来のインダクタンスと寄生容量によってLC回路が構成され、コイル単独で共振してしまうようになる。
寄生容量や近接効果を低減するため、高周波コイルは多数の巻き線が相互に近接しないよう設計する。したがって高周波コイルでは単層でしかも巻き線間に隙間をあけるようにすることが多い。表皮効果のために、送信機などの高出力用コイルでは金属の帯やパイプを導線として使い、銀メッキすることもある。
ハニカム巻き
上述した現象を低減するため、隣接する巻線をある角度で交差するパターンに巻く高周波用の多層コイルの巻きかた。中心軸に垂直に見た時に蜂の巣状の模様が見えることからハニカムの名がある。英語では「basket winding」（籠巻き）とも言う。
スパイダー巻き
ソレノイド状ではなく、平面に渦巻状に巻く巻きかた。多用される構造としては放射状に奇数本のスポークがある絶縁体の芯材に巻きつける（やってみればわかるが偶数本だとうまくない）などがある。蜘蛛の巣に形が似ていることからスパイダーの名がある。インダクタとしてよりも（インダクタとしての機能も同調のために使うが）、バーアンテナ以前のループアンテナとしてよく使われた。

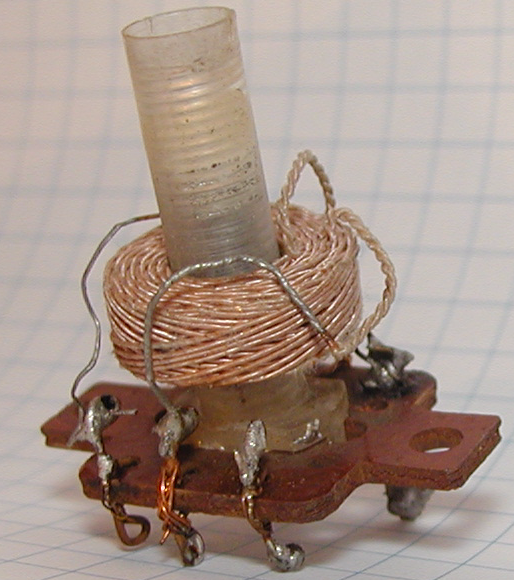
ハニカム巻きの例 1
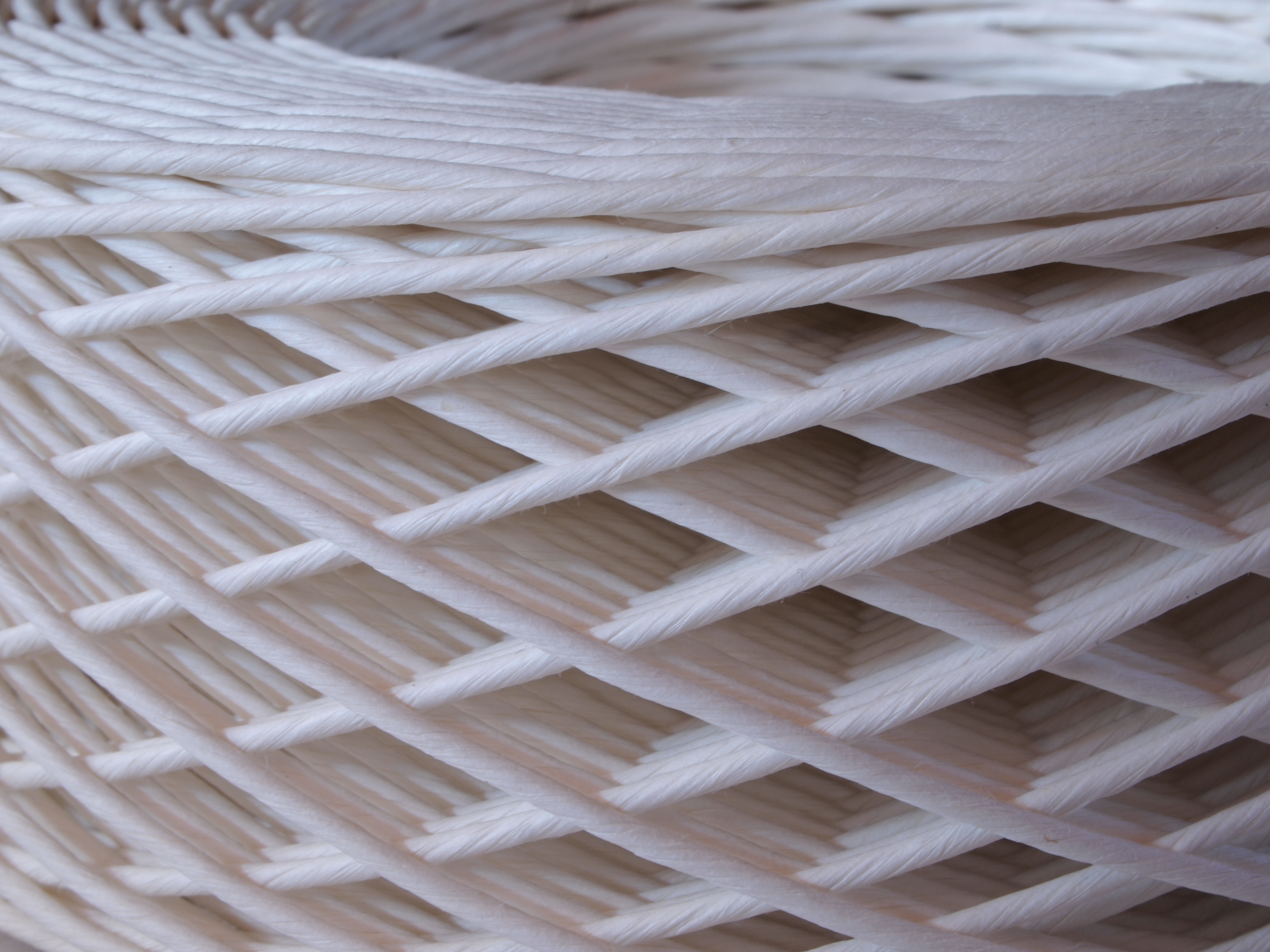
ハニカム巻きの例 2 (紙紐だが、蜂の巣構造らしさのわかる例)
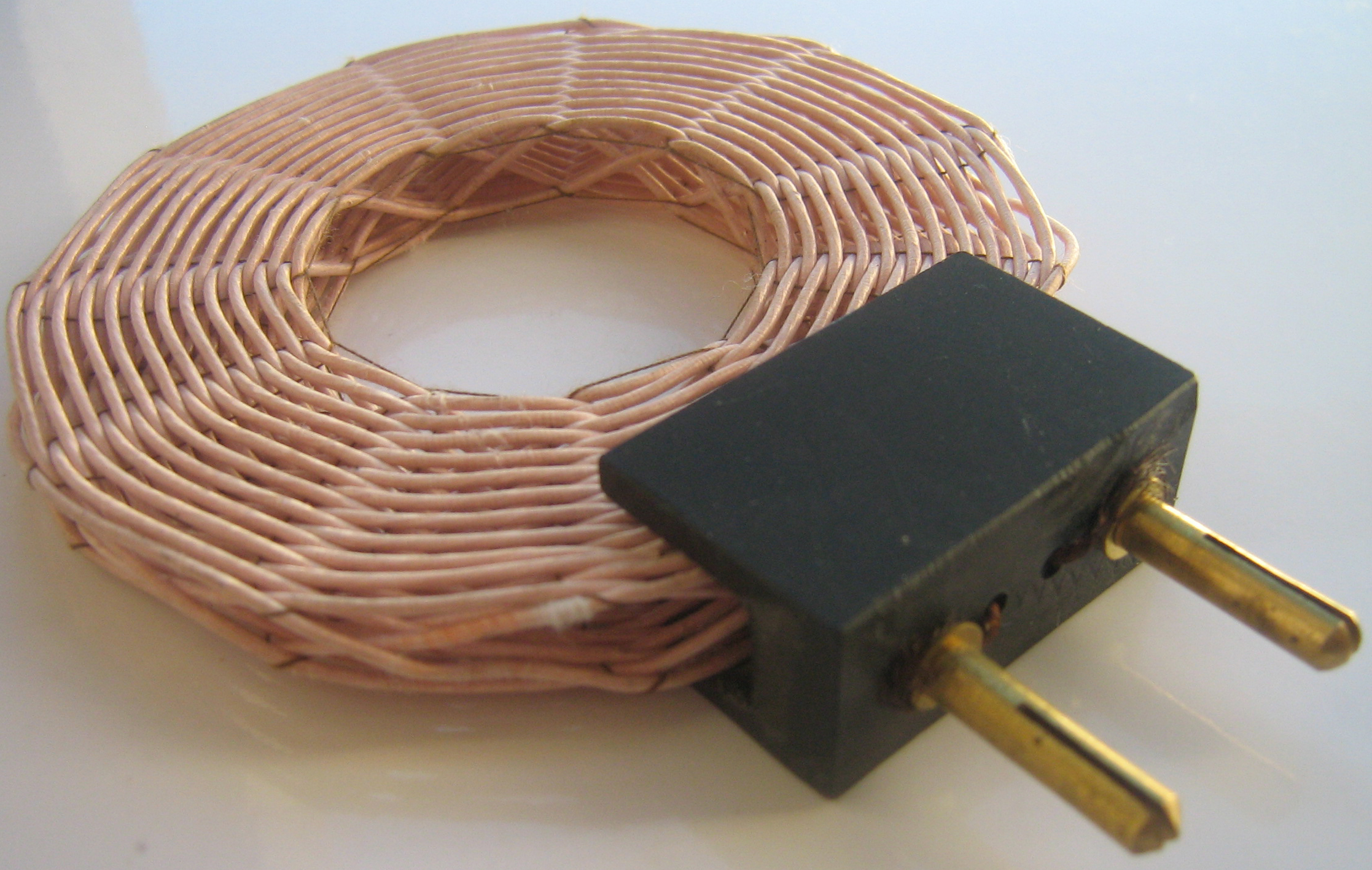
ハニカム巻きの例 3 (スパイダー巻きに近い)
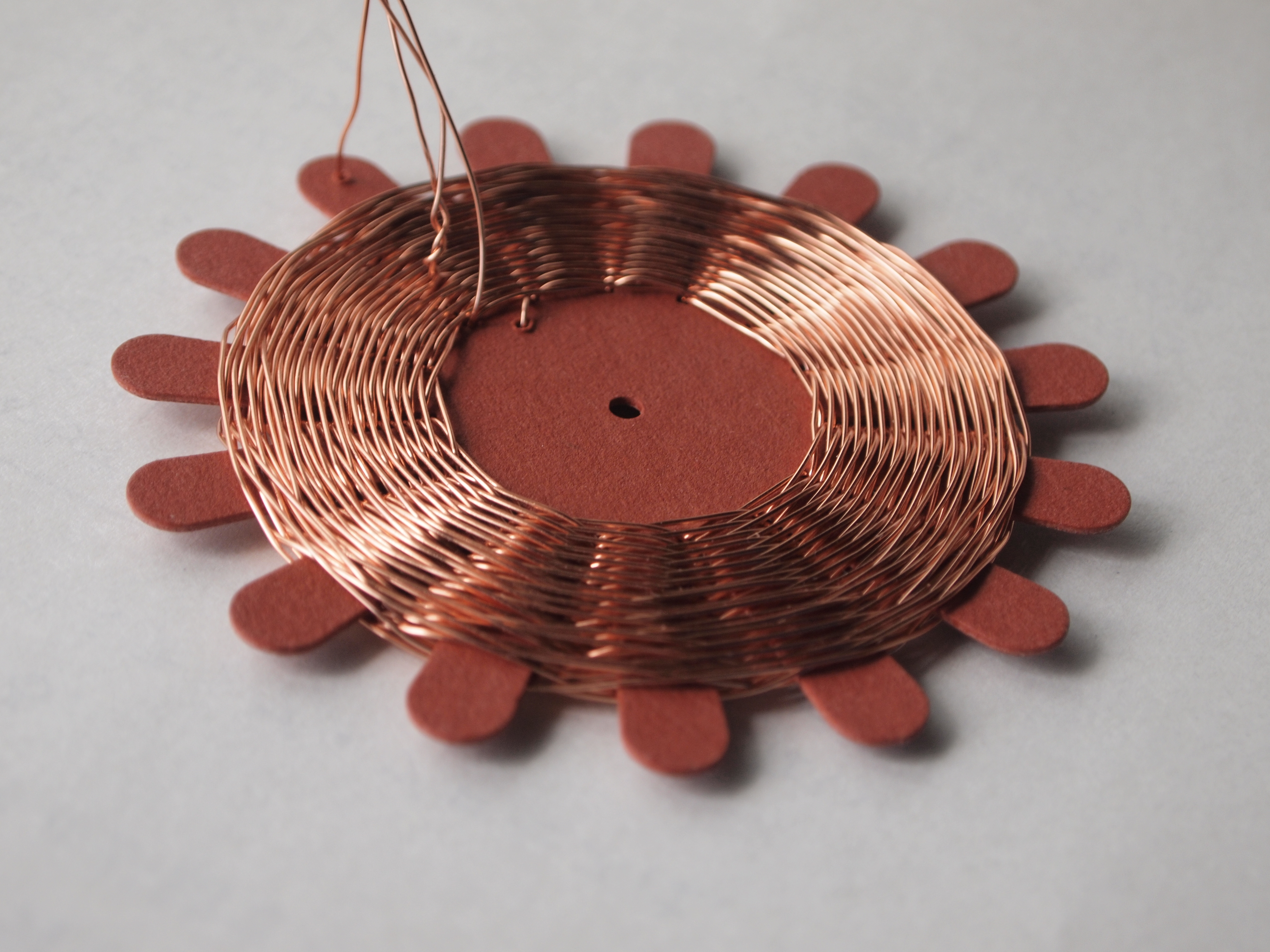
スパイダーコイル。日本で古くから見られるタイプ。

上記の分類は厳密な定義があるものでもなく、どちらとも言えるコイルなどもある。
リッツ線
表皮効果対策として、断面積に比して表面積の広い、絶縁された細い銅線（エナメル線）を複数縒りあわせた特殊電線であるリッツ線が使われることがある。縒り方のパターンによって、個々の銅線はある一定割合で導線全体の表面に顔を出すようになっている。

### コアコイル
棒状、あるいはE字型、鼓型などのコア（鉄心）に巻線を巻いたコイル。コアの材質としてはフェライトを用いることが多い。抵抗器などと同様に直線状の筐体の両端からリード線が出ている形式のコイルがあり、マイクロインダクタと呼ばれる。大電流の電源回路などは変圧器と同様に珪素鋼板も用いられる。
コアに用いられる材質には次のような種類がある。
- フェライト
- ダストコア…圧縮磁芯材ともいう。金属を粉末にして絶縁処理を施し、加圧成型したもの
  - カーボニル鉄 Fe(CO)5
  - モリブデンパーマロイ（モリブデン、ニッケル、鉄）
  - センダスト（ケイ素、アルミニウム、鉄）

コアコイルはコアに鉄やフェライトなどの強磁性またはフェリ磁性の素材を使用してインダクタンスを強化している。高透磁率の磁性コアを使うことで磁場が強化され、漏れ磁束の少ないトロイダルコアコイルであればインダクタンスは数千倍にもなる。しかし磁性材料の磁気特性によって次のようなコイルの挙動に影響を与える副作用が生じるため、特別な配慮が必要となる。
- コア損失: コアコイルに時間と共に変化する電流が流れると、そのコアには時間と共に変化する磁場が発生し、次の2つのプロセスの結果としてコアでエネルギー損失が生じ、エネルギーの一部が熱となって放出される。
  - 渦電流: ファラデーの電磁誘導の法則により、変化する磁場が導体のコアの中に渦状の電流を発生させる。この電流を発生したエネルギーはコア材の電気抵抗によって熱に変換される。失われるエネルギーの量は、電流の渦に囲まれる断面積に対応して増大する。
  - ヒステリシス: コア内の磁場を変化あるいは反転させることは、それを構成する小さな磁区の動きによって損失を生じさせる。このエネルギー損失は、コア素材のBH図で描かれるヒステリシスループで囲まれた部分の面積に比例する。保磁力の低い素材は、ヒステリシスループの面積が小さく、エネルギー損失も小さい。

これらのプロセスでは、交流電流の1サイクル当たりのエネルギー損失が一定であり、周波数に比例して損失が増大していく。
- 非線形性: 強磁性コアコイルを流れる電流がコアの磁気飽和を起こすほど大きければ、インダクタンスは一定ではなくなり、電流の大きさに伴って変化する。これが発生すると信号に歪みが生じる。防ぐにはコイルに流れる電流を磁気飽和しない範囲に抑える必要がある。ダストコア（鉄粉コア、圧粉コア）は磁束が強く、かなり大きな直流電流でも磁気飽和を起こさない[5]。

#### 積層コア

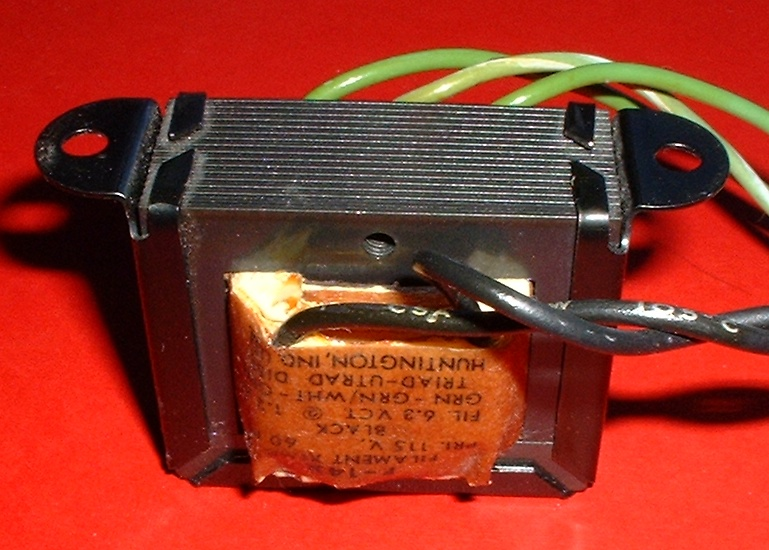
積層コアを使った変圧器。

低周波コイルは積層コアを使って渦電流を防ぐことが多い。電源用変圧器にもよく使われている。積層コアとは絶縁被覆した鋼の薄い板を磁場と平行な方向に重ねたものである。絶縁しているので、板と板をまたいだ渦電流が流れず、渦電流は板の狭い断面積内でのみ流れることになり、エネルギー損失が大幅に低減される。板には低保磁力のケイ素鋼を使い、ヒステリシスによる損失も低減させる。

#### フェライトコア

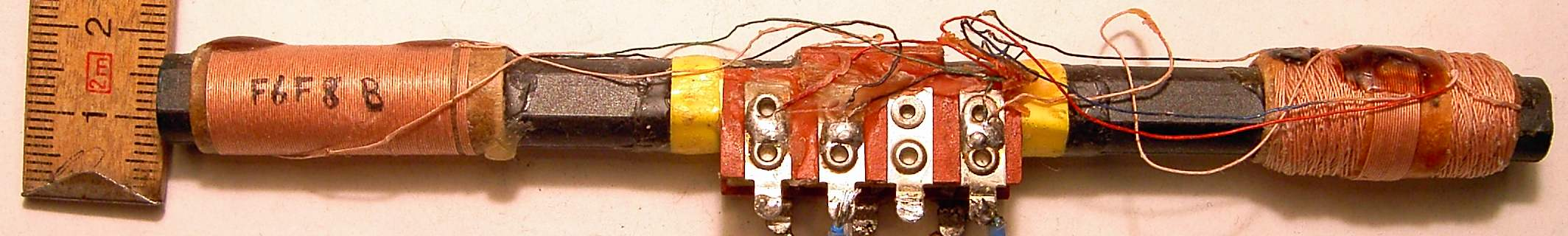
フェライトコアを使った長中波用アンテナ。

高周波向けにはフェライトをコアに使用する。フェライトはフェリ磁性素材で導体ではないため、渦電流が流れない。フェライトの組成は  xxFe2O4 で xx には様々な物質が入る。コイルに使われるのはソフト・フェライトで、低保磁力でヒステリシス損失も小さい。ダストコアも同様の特性を示す。

#### トロイダルコア

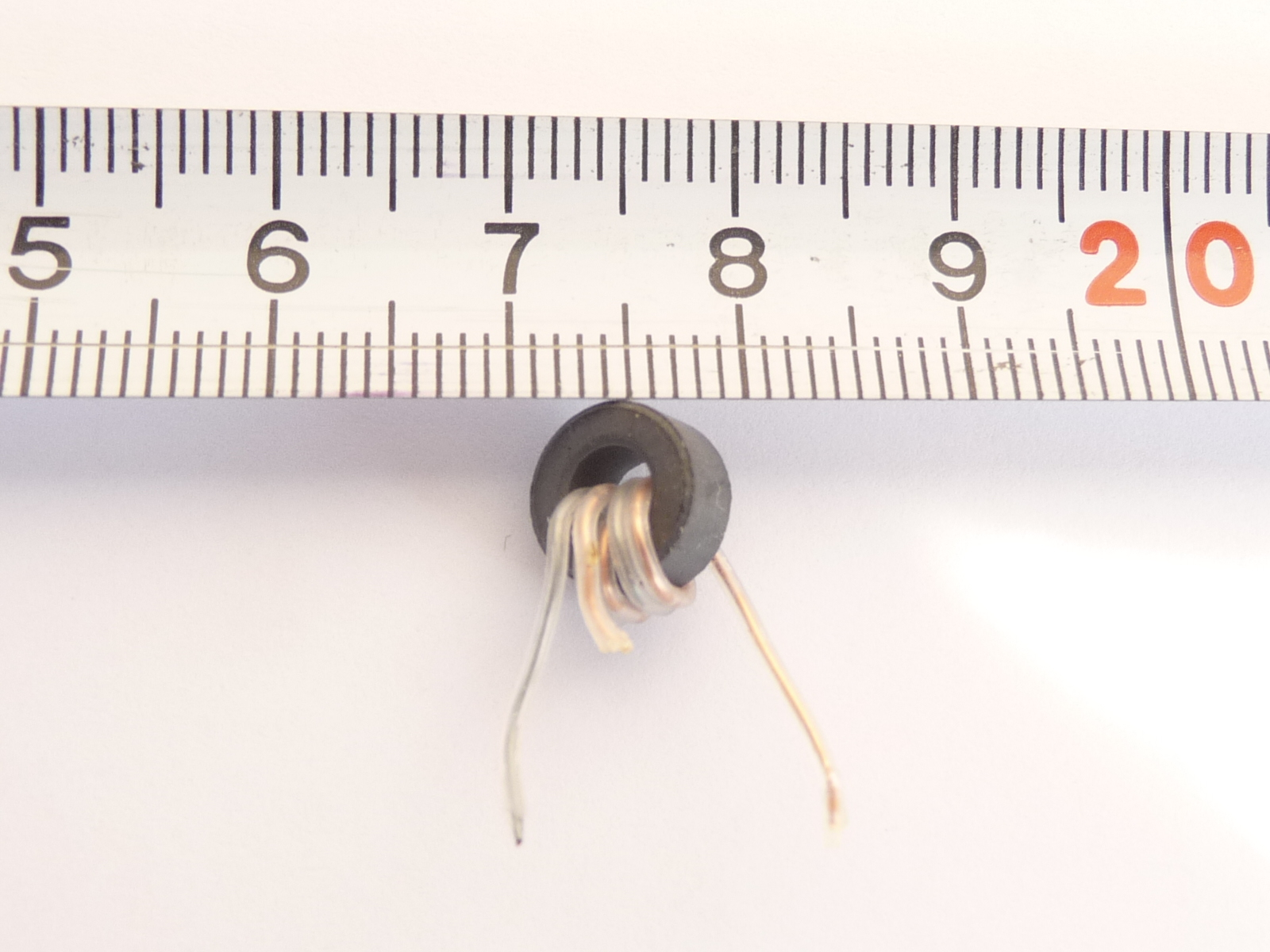
トロイダルコイル

ドーナツ形の強磁性体に巻線を巻いたコイル。これに用いるドーナツ形のコアをトロイダルコアと呼び、コアだけでも市販されている。コアの透磁率によって色分けがされており、巻数とインダクタンスの関係を表す図表がメーカーから公表されている。コイルの巻数はドーナツの穴を電線が通った回数で数える。周囲の物体の影響を受けにくい、漏れ磁束が少ない、インダクタンスの安定性・再現性が高いなどの利点があり、高周波回路に多く用いられる。
棒状のコアを使うと、コアの一方の端から磁力線が必ず空気中に飛び出し、もう一方の端に繋がる。従って磁場の大部分が高透磁率のコア素材ではなく空気中を通ることになり、磁場が弱くなる。トロイダルコアはこれを防ぐもので、磁力線が常にコア素材を通る。また同じ理由で、電波障害を起こしにくいという特徴もある。

### 可変コイル
可変コイルはコアをスライドさせて巻き線との位置をずらすことで透磁率を変化させ、インダクタンスを変更できる素子である。円筒形のボビンに電線を巻き、内部のコアをドライバで回して上下に動かし、インダクタンスを調整する。一般にコイルのインダクタンス値は一定の誤差をもって生産されているため、無線関係（100MHz未満）で可変コイルを使い、目標値に合わせることが多い。

## 電気回路におけるコイル
電気回路におけるコイルは、流れる電流の変化に比例した起電力を生じることで電流の変化に抵抗を示す効果がある。理想的インダクタは定常的な直流には全く抵抗を示さないが、電気抵抗が本当にゼロになるコイルは超伝導コイルしかない。
インダクタンス L のコイルにかかる電圧の経時変化 v(t) と電流の経時変化 i(t) は次の微分方程式で表される。
{\displaystyle v(t)=L{\frac {di(t)}{dt}}}
正弦波の交流 (AC) をコイルに流すと、正弦波の電圧（起電力）が誘導される。電圧の振幅は、電流の振幅 ({\displaystyle I_{P}}) と周波数 ( f ) の積に比例する。
{\displaystyle i(t)=I_{P}\sin(2\pi ft)\,}
{\displaystyle {\frac {di(t)}{dt}}=2\pi fI_{P}\cos(2\pi ft)}
{\displaystyle v(t)=2\pi fLI_{P}\cos(2\pi ft)\,}
このとき、電流の位相は電圧の位相から π/2 だけ遅れる。
コイルを電流値 I で内部抵抗 R の直流電流源に接続して閉回路を形成すると、上述の微分方程式から次のような指数関数的減衰を示す電流が流れる。
{\displaystyle \ i(t)=I(e^{\frac {-tR}{L}})}

### 複数コイルの組合せ
コイルを並列接続すると、それぞれに同じ電位差（電圧）がかかる。この回路全体と等価なインダクタンス (Leq) は次のように表される。
{\displaystyle {\frac {1}{L_{\mathrm {eq} }}}={\frac {1}{L_{1}}}+{\frac {1}{L_{2}}}+\cdots +{\frac {1}{L_{n}}}}
コイルを直列接続すると、全体を同じ電流が流れるが、それぞれにかかる電圧は異なる。全体の電位差（電圧）はこの回路全体にかかる電圧と等しい。全体のインダクタンスは次のように表される。
{\displaystyle L_{\mathrm {eq} }=L_{1}+L_{2}+\cdots +L_{n}\,\!}
この単純な式が成り立つのは、個々のコイル間に磁場の結合が起きない場合のみである。

### コイルが蓄えるエネルギー
コイルが蓄えるエネルギーはコイルを流れる電流がなした仕事量に等しく、したがって形成される磁場に等しい。これは次の式で表される。
{\displaystyle E_{\mathrm {stored} }={1 \over 2}LI^{2}}
ここで L はインダクタンス、I はコイルを流れる電流の値である。
この関係は、鎖交磁束数と電流の関係が線形の（飽和していない）領域でのみ成り立つ。

## Q値
理想的インダクタでは、流れる電流の量に関わらず常に無損失である。しかし実際のコイルには抵抗がある。モデル的には理想的インダクタと直列に抵抗器を接続したのと等価である。この抵抗による損失を「銅損」と呼ぶことがある。抵抗はコイルに流れる電流の一部を熱に変換するため、誘導性能の劣化を招く。コイルのQ値とは、ある周波数におけるコイルの誘導性リアクタンスと抵抗の比であり、コイルの性能を数値化したものである。コイルのQ値が高ければ高いほど、そのコイルは理想的インダクタに近いということになる。
理論的には、Q値はリアクタンス一般に対して定義されるので、コンデンサにもQ値が存在する。しかし、通常は空芯コイルを除き、コンデンサよりもインダクタの方がQ値が小さい。このため、一般的に回路全体の損失はインダクタのQ値にほぼ支配され、ゆえにインダクタのQ値が実用上問題になる。
コイルのQ値は次の式で得られる。ここで R は内部電気抵抗、{\displaystyle \omega {}L} は共振周波数における容量性または誘導性のリアクタンスである。
{\displaystyle Q={\frac {\omega {}L}{R}}}
強磁性コアを使うと、同じ巻き数でもインダクタンスが劇的に増大し、Q値も大きくなる。しかしコアを使うことで周波数と共に増大するコア損失が生じる。このため、使用する周波数にあわせて最適なコア素材を選択する。超短波 (VHF) やそれ以上の周波数では空芯がよく使われる。
強磁性コアを使ったコイルは、大電流を流すと磁気飽和を起こし、インダクタンス（とQ値）が劇的に低下することがある。同じインダクタンスを実現するには物理的にもっと大きくなるが、この現象は空芯コイルでは起きない。うまく設計された空芯コアなら、Q値が数百になる。
理想的インダクタに近いコイル（Q値が無限大に近づく）を実現するには、超伝導体でコイルを作り、それを超伝導転移温度以下に冷却すれば、抵抗はゼロとなり、無損失となり、そこに生じた磁場に大量のエネルギーを蓄えることができる。なお、コアを付けるとそちらでの鉄損がある。
Q値を落とす要因には銅損や鉄損、電線の巻き方、自己共振、周辺配線など様々なものがあるため、机上計算によりあらかじめQ値を見積もるのは難しい。高いQ値が要求される共振用のコアについては製造元がQ値の実測データを公開していることがあるため、実用上は実測データと同じ条件でインダクタを製作しQ値を再現することが多い。
実用上は、共振回路やフィルタなどのように、交流の電力やエネルギーを蓄積ないしは通過させる場合はインダクタのQ値が高いことが望ましい。一方、チョークコイルなど、交流の電力を阻止することが目的となるケースでは、意図的に入れられた、ないしは周辺にて寄生したキャパシタンスとインダクタンスが結合して不用意に共振回路が構成されることを防ぐため、意図的にQ値を低下させる場合がある。

## インダクタンスの公式
次の表は、様々な単純化した形状のインダクタについてインダクタンスを近似的に求める公式である。
| 構造                                                        | 式                                                                           | 摘要 |
| ----------------------------------------------------------- | ---------------------------------------------------------------------------- | --- |
| 線条コンダクタ （直線状、あるいは曲率の小さい円弧状の導線） | {\displaystyle L=l\left(\ln {\frac {4l}{d}}-1\right)\cdot 200\times 10^{-9}} | - L = インダクタンス (H) - l = 導線の長さ (m) - d = 導線の直径 (m) |
| 線条コンダクタ （直線状、あるいは曲率の小さい円弧状の導線） | {\displaystyle L=0.002l\left(2.303\log _{10}4l/d-1+\mu /4\right)}            | - L = インダクタンス (µH) - l = 導線の長さ (cm) - d = 導線の直径 (cm) - μ = 周囲の透磁率                                                                                             |
| 線条コンダクタ （直線状、あるいは曲率の小さい円弧状の導線） | {\displaystyle L=5.08\cdot l\left(\ln {\frac {4l}{d}}-1\right)}              | - L = インダクタンス (nH) - l = 導線の長さ (in) - d = 導線の直径 (in) |
| 1回巻きコイル                                               | {\displaystyle L=4\pi R\left(2.303\log _{10}16R/d-a\right)\times 10^{-3}}    | - L = インダクタンス (µH) - d = 導線の直径 (cm) - R = コイルの半径 (cm) - d = 導線の直径 (cm) - a = 定数（高周波では2.00）                                                           |
| 円筒状単層空芯コイル                                        | {\displaystyle L={\frac {\mu _{0}KN^{2}A}{l}}}                               | - L = インダクタンス (H) - μ0 = 自由空間の透磁率 = 4{\displaystyle \pi } × 10−7 H/m - K = 長岡係数 - N = 巻き数 - A = コイルの断面積 (m2) - l = コイルの軸方向の長さ (m)             |
| 短い円筒状単層空芯コイル                                    | {\displaystyle L={\frac {r^{2}N^{2}}{9r+10l}}}                               | - L = インダクタンス (µH) - r = コイルの外径 (in) - l = コイルの長さ (in) - N = 巻き数                                                                                               |
| 多層空芯コイル                                              | {\displaystyle L={\frac {0.8r^{2}N^{2}}{6r+9l+10d}}}                         | - L = インダクタンス (µH) - r = コイルの平均半径 (in) - l = コイルの長さ (in) - N = 巻き数 - d = コイルの厚さ（外径と内径の差） (in)                                                 |
| 平坦な多層空芯コイル （蚊取り線香状の巻き方）               | {\displaystyle L={\frac {r^{2}N^{2}}{(2r+2.8d)\times 10^{5}}}}               | - L = インダクタンス (H) - r = コイルの平均半径 (m) - N = 巻き数 - d = コイルの厚さ（外径と内径の差） (m)                                                                            |
| 平坦な多層空芯コイル （蚊取り線香状の巻き方）               | {\displaystyle L={\frac {r^{2}N^{2}}{8r+11d}}}                               | - L = インダクタンス (µH) - r = コイルの平均半径 (in) - N = 巻き数 - d = コイルの厚さ（外径と内径の差） (in)                                                                         |
| トロイダルコア                                              | {\displaystyle L=\mu _{0}\mu _{r}{\frac {N^{2}r^{2}}{D}}}                    | - L = インダクタンス (H) - μ0 = 自由空間の透磁率 = 4{\displaystyle \pi } × 10−7 H/m - μr = コア素材の比透磁率 - N = 巻き数 - r = コイル自体の半径 (m) - D = トロイダル全体の直径 (m) |

巻数の大きなコイルのインダクタンスはさらに複雑な式になるため、実測によりインダクタンスを求めることが多い。

## 直流重畳特性
インダクタに直流バイアス電流を流すとインダクタンス値が低下する。この特性を直流重畳特性と呼び、この低下が始まる値を、直流バイアス電流値と呼ぶ。直流バイアス電流値が高ければ、直流重畳特性が高いといえる。